# .jp
.jp je vrhovna internetska domena (country code top-level domain - ccTLD) za Japan. Domenom upravlja Japan Registry Service.

## Vanjske poveznice
- IANA .jp whois informacija  Arhivirana inačica izvorne stranice od 12. listopada 2008. (Wayback Machine)